# Luna Park (parque de atracciones de 1903)
Luna Park fue un popular parque de atracciones estadounidense ubicado en Coney Island, Brooklyn, Nueva York, que se inauguró en 1903. Construido en parte en los terrenos del Sea Lion Park (1895), fue uno de los tres grandes parques icónicos construidos en Coney Island, siendo los otros dos el Steeplechase Park (1897) y el Dreamland (1904). El Luna Park estaba ubicado en el lado norte de Surf Avenue en un solar ubicado entre 8th Street, 12th Street y Neptune Avenue. El parque resultó destruido en su mayor parte por un incendio en 1944.

## Historia
En 1901, los creadores del parque, Frederic Thompson y Elmer "Skip" Dundy, crearon una atracción tremendamente exitosa llamada "Un viaje a la luna", como parte de la Exposición Panamericana en Buffalo, Nueva York. El nombre de la fantasía se debía a la "aeronave" (completa con alas abatibles) que era la parte principal del "viaje a la Luna". Tanto la aeronave como el último parque construido alrededor de ella pueden haber sido nombrados por la hermana de Dundy en Des Moines, Luna Dundy Newman.

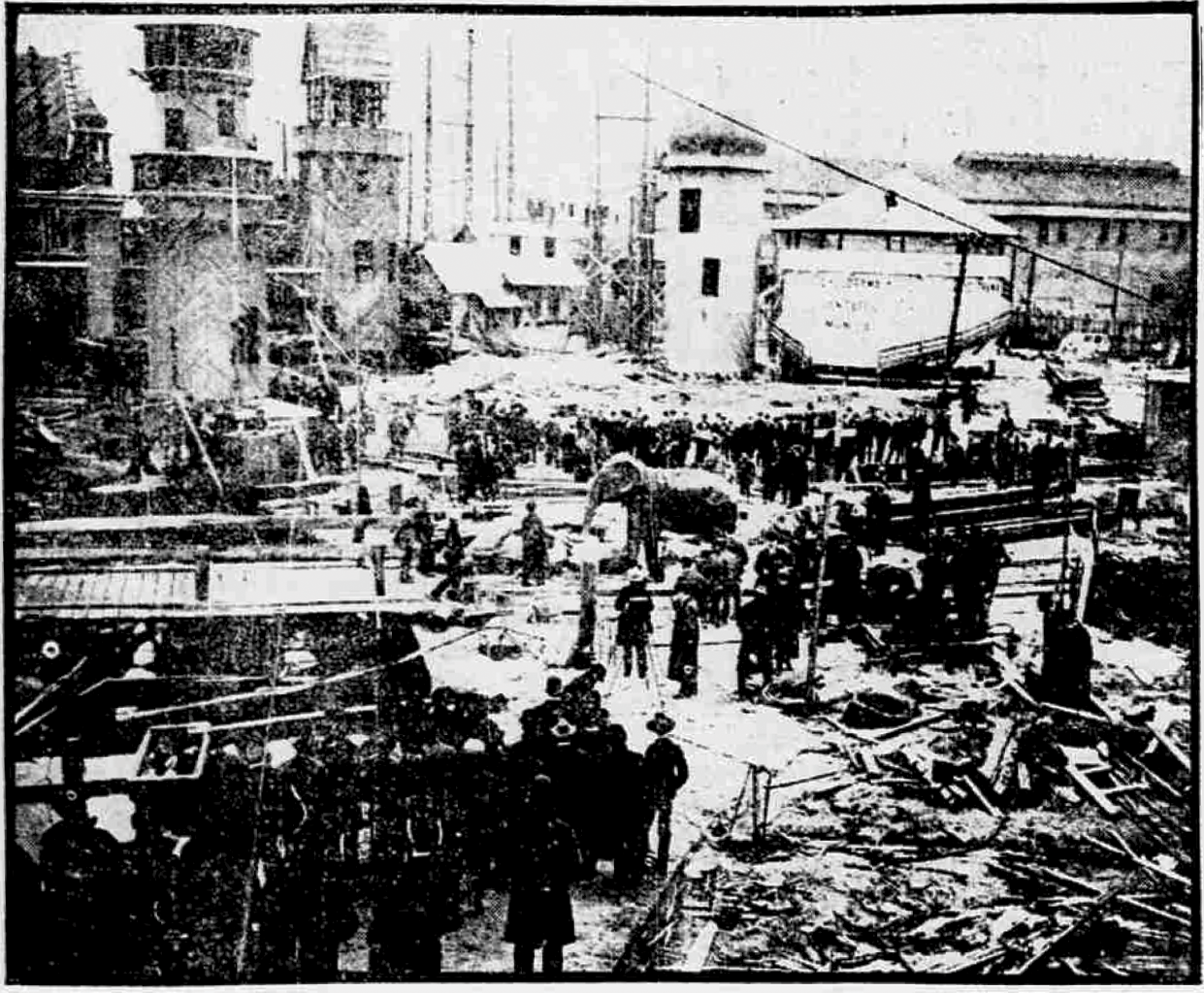
Luna Park en construcción en enero de 1903. Esta foto fue tomada el día en que Thompson y Dundy ejecutaron a Topsy, el elefante (de pie en medio de esta imagen).

Por invitación del propietario del Steeplechase, Harry George Tilyou, Thompson y Dundy trasladaron su atracción a Steeplechase Park, su parque de atracciones en Coney Island, para la temporada de 1902. El acuerdo finalizó a finales del verano después de que Thompson y Dundy rechazaron una oferta de renovación de contrato de Tilyou, que redujo su toma de ganancias en un 20%. 
Al final de la temporada de 1902, Thompson y Dundy firmaron un contrato a largo plazo para el Sea Lion Park de Paul Boyton. El Sea Lion, el primer parque a gran escala cerrado en Coney Island, había abierto sus puertas siete años antes. El parque tenía varias atracciones centrales, pero esa mala temporada de verano debido a que fue muy lluviosa y la competencia con el Steeplechase Park hicieron que Boyton decidiera abandonar el negocio de los parques de atracciones. Además de los 16 acres del Sea Lion Park, Thompson y Dundy también arrendaron la tierra adyacente donde se encontraba el Elephantine Colossus Hotel hasta que se incendió en 1896. Esto les dio 22 acres, toda la tierra al norte de Surf Avenue y al sur de Neptune Avenue y entre W. 8th y W. 12th Street, para construir un parque mucho más grande. 

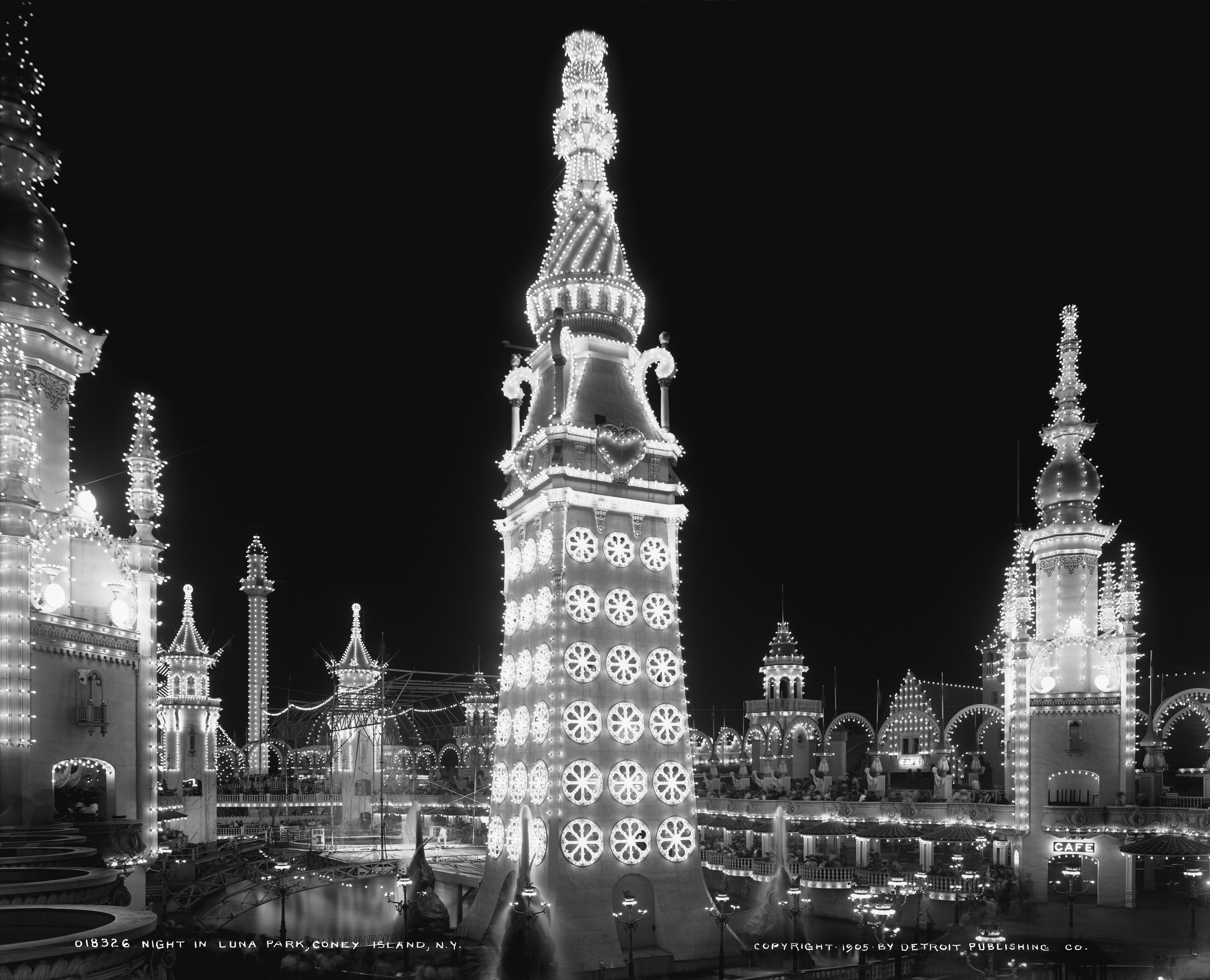
Interior del Luna Park por la noche, 1905; con su pieza central, la "Torre eléctrica" en primer plano.

Thompson y Dundy gastaron $ 700,000 (aunque lo anunciaron como $ 1,000,000) en la reconstrucción total del parque y la expansión de sus atracciones. El estilo arquitectónico del parque era de estilo orientalista con edificios construidos a gran escala y más de 1,000 agujas, minaretes y cúpulas pintadas de rojo y blanco. Por la noche, todas las cúpulas, torres y agujas eran iluminadas con más de 250,000 luces eléctricas. En el centro del parque, en medio de un lago, estaba la Torre Eléctrica de sesenta metros de altura que estaba decorada con veinte mil bombillas incandescentes, una versión más pequeña de la Torre Eléctrica que fue la característica principal de la Exposición Panamericana dos años antes. En la base de la torre había una serie de fuentes en cascada. Finalmente, se suspendieron dos anillos de circo sobre la laguna central para mantener a los visitantes entretenidos entre los paseos. 

Proclamándose "El corazón de Coney Island", Luna Park encendió sus luces y abrió sus puertas a una multitud de 60,000 espectadores, precisamente a las 8:05 p. m. del 16 de mayo de 1903, coincidiendo con el momento de la puesta de sol en ese sábado por la noche. La admisión al parque era de diez centavos, con viajes que costaban un poco más, hasta 25 centavos por los paseos más elaborados. El parque era accesible desde las terminales de las líneas de ferrocarril de West End y Sea Beach. 

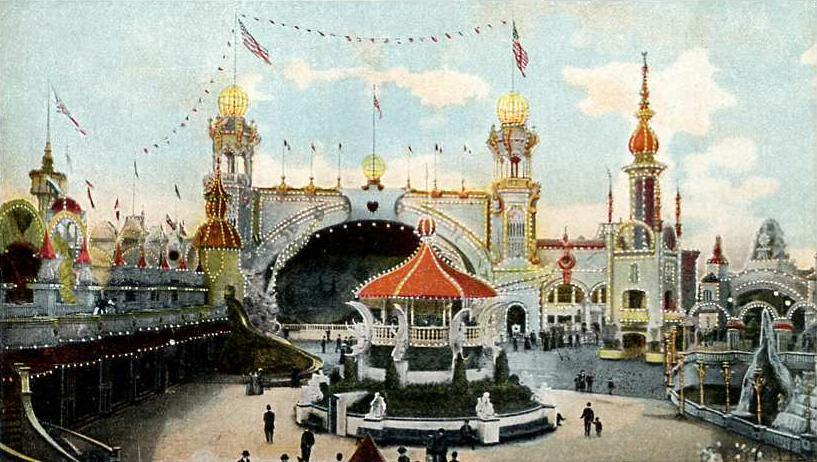
La garganta del dragón
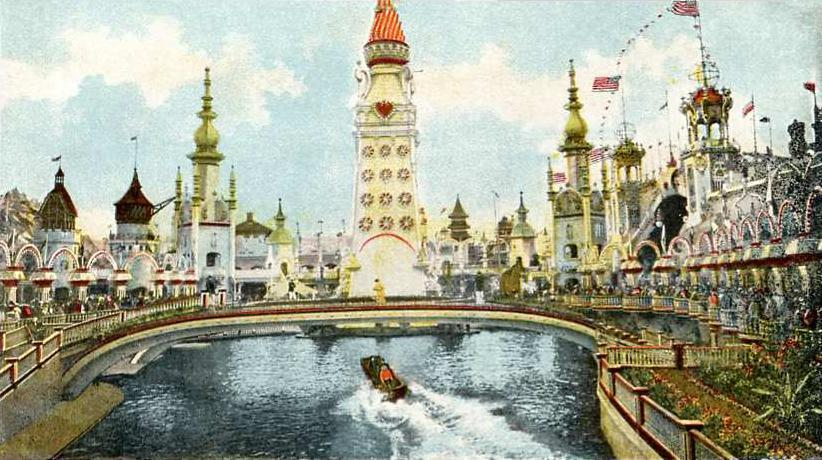
Laguna principal
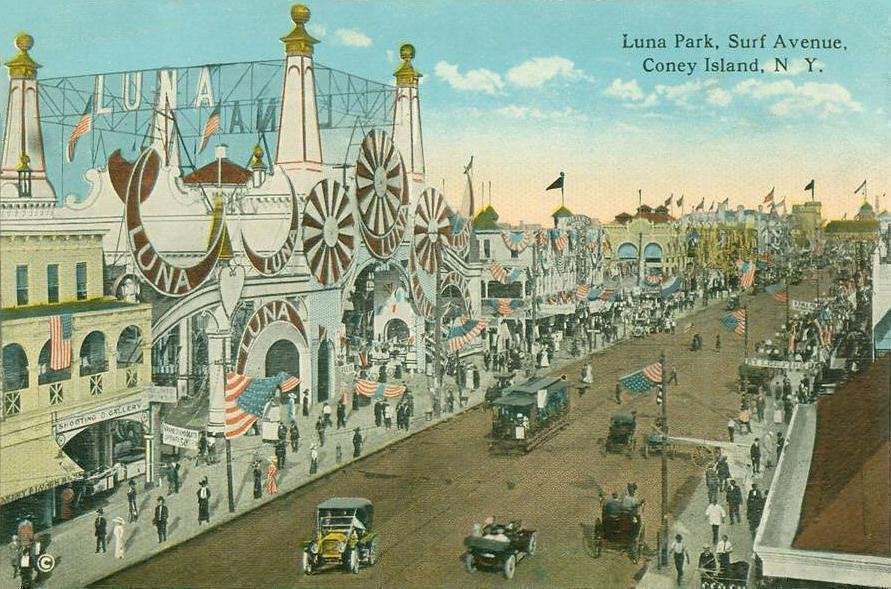
Entrada al Luna Park en 1913.

Aunque el Luna Park fue un éxito, la competencia por visitantes aumentó en Coney Island. Al año siguiente se abrió un tercer parque a gran escala llamado Dreamland. Este nuevo parque presentó cuatro veces más luces que el Luna Park, una Torre central aún más alta, y atracciones como "El Fin del Mundo", "La Fiesta del rey Baltasar y la destrucción de Babilonia", y Liliputia, un pueblo en miniatura con todos los elementos a escala poblado por trescientos enanos procedentes de otros espectáculos y que tenían su propio Parlamento, teatro, arena circense, servicio de bomberos, salvavidas en el lago y carruajes tirados por ponis. Sus casitas contaban con baño y había lavanderos chinos enanos. Para enfatizar el tamaño ante los visitantes, a veces se paseaban por allí uno o dos artistas gigantes. 
En 1907, Dundy murió dejando a Frederic Thompson para dirigir Luna Park hasta 1912, cuando quebró y perdió el parque a manos de los acreedores, aunque continuó como gerente. Luna Park continuaría bajo una administración diferente a lo largo de los años y las atracciones se cambiarán y actualizarán constantemente. 
La Gran Depresión vio al parque caer en bancarrota varias veces a partir de 1933; los propietarios iban y venían, pero ninguno parecía poder obtener ganancias. Muchas de las exhibiciones, atracciones y espectáculos de la Feria Mundial de Nueva York de 1939 se mudaron al Luna Park después de que la Feria se cerró y el Luna fue catalogado como la Feria Mundial de Nueva York de 1941. Con la entrada de EE. UU. en la Segunda Guerra Mundial, al Luna Park se le permitió permanecer abierto como un refuerzo de la moral, pero tuvo que mantener sus luces apagadas por la seguridad en tiempo de guerra. 

### Ocaso
Un par de incendios en 1944 dañaron el Luna Park, destruyendo gran parte de las instalaciones. No fue reconstruido y no se abrió para la temporada de 1945. Después de una batalla legal y un tercer incendio en 1946, parte del terreno se usó para otros fines. El Luna Park original ahora alberga un complejo de apartamentos de cinco edificios cooperativos y aún hoy se llama Luna Park.

## Paseos y atracciones

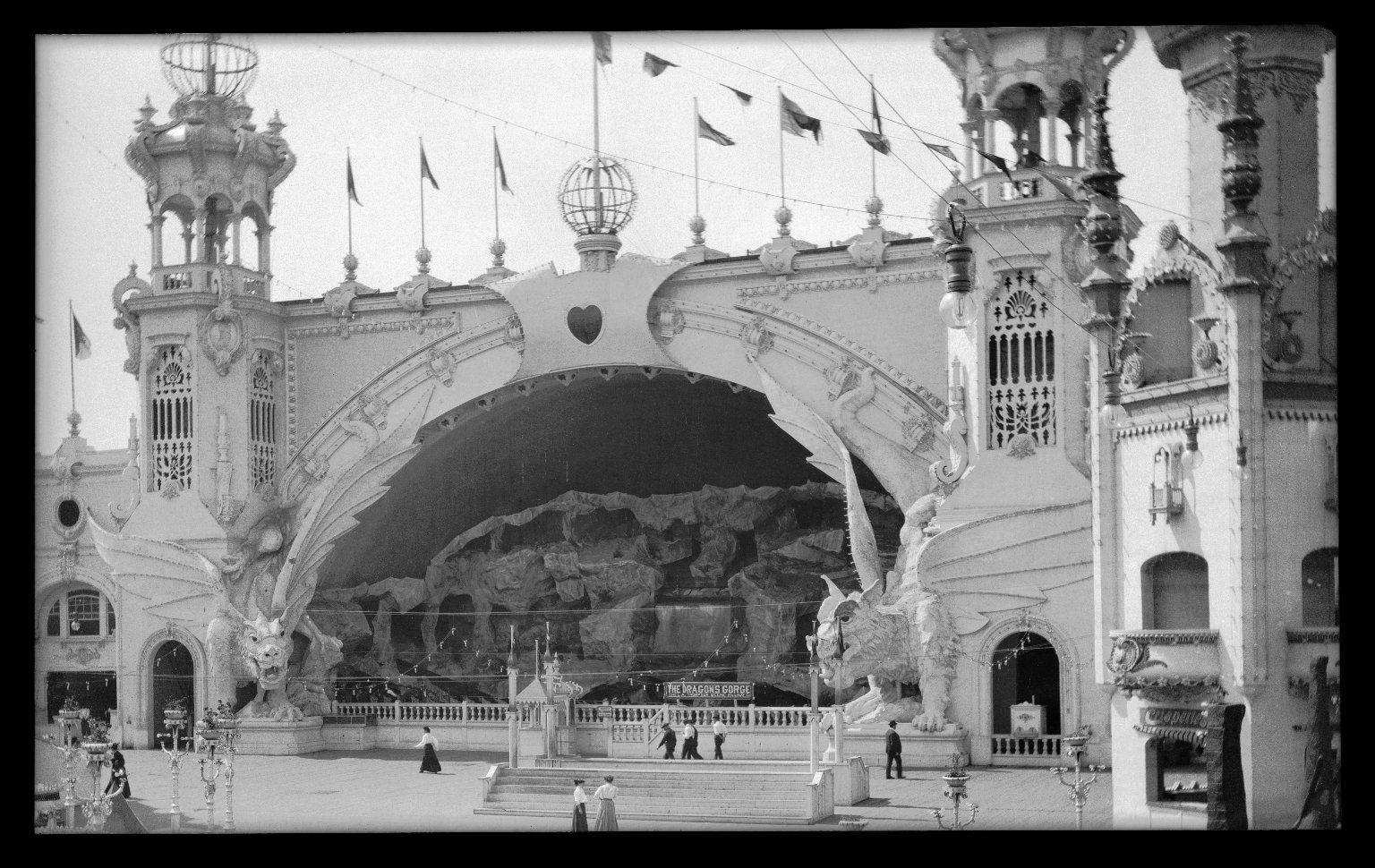
La Garganta del Dragón en el Luna Park. La atracción se incendió en 1944, lo que finalmente condujo al cierre del parque dos años después.

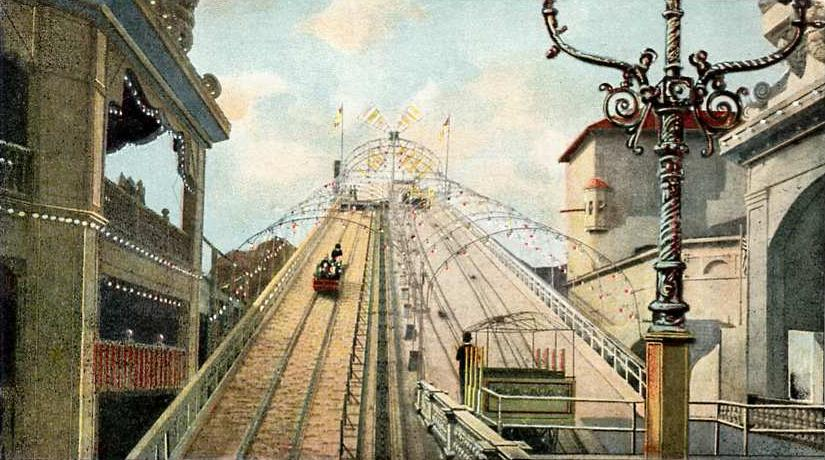
Shoot-the-Chutes ride

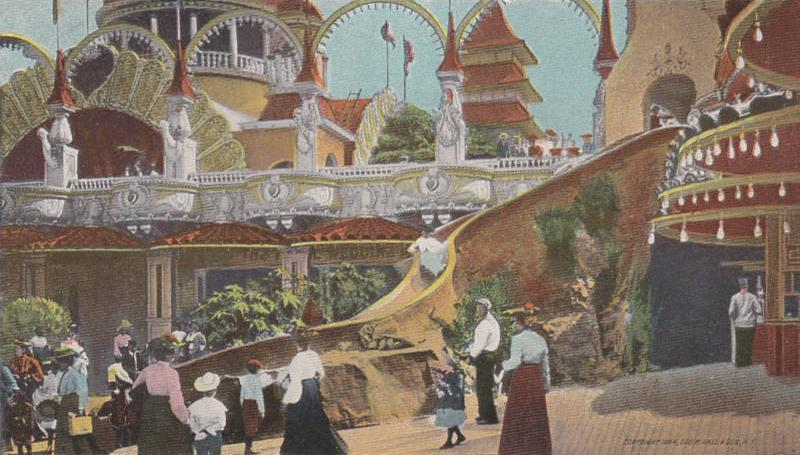
Helter Skelter

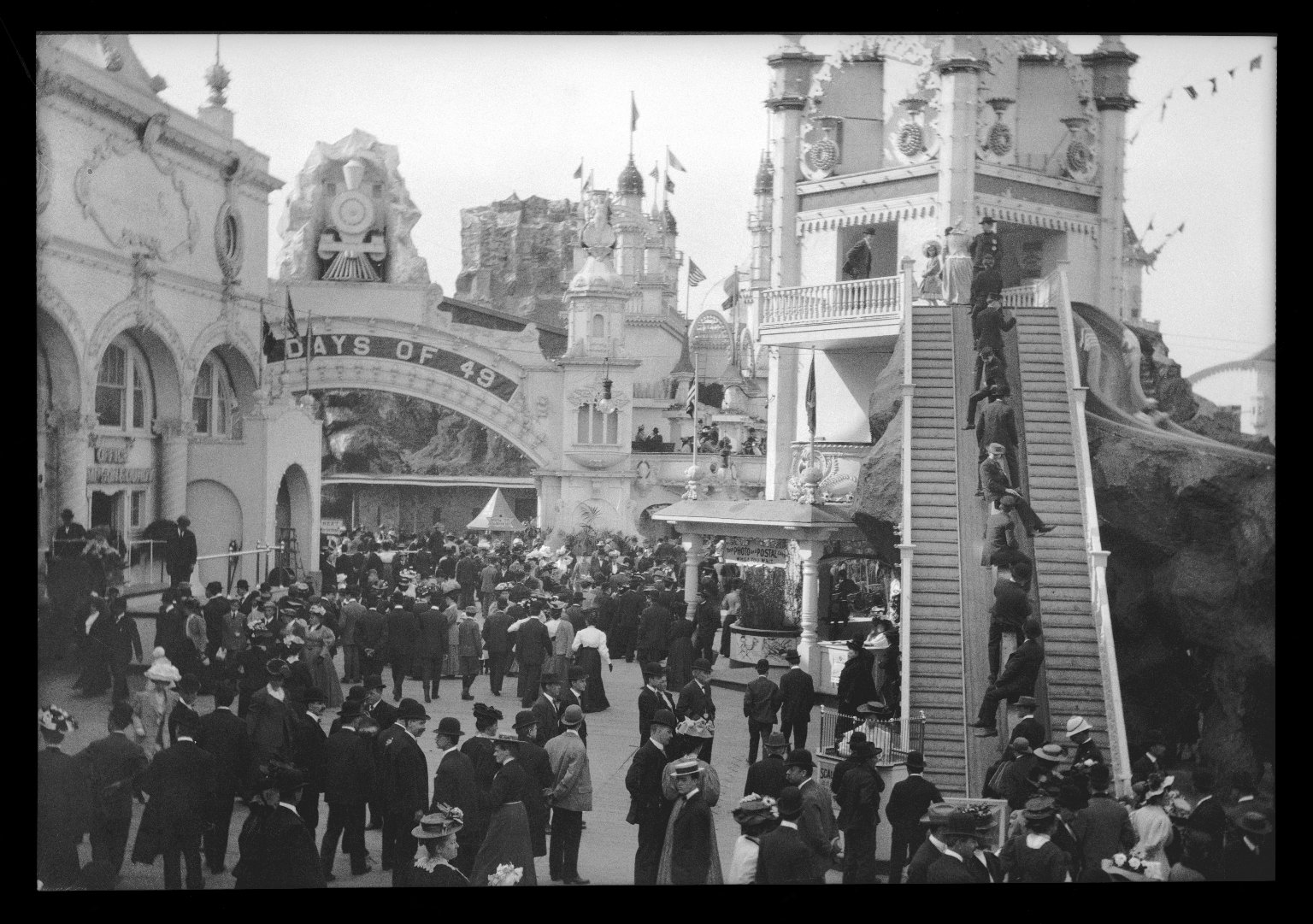
La escalera mecánica hasta la parte superior del Helter Skelter.

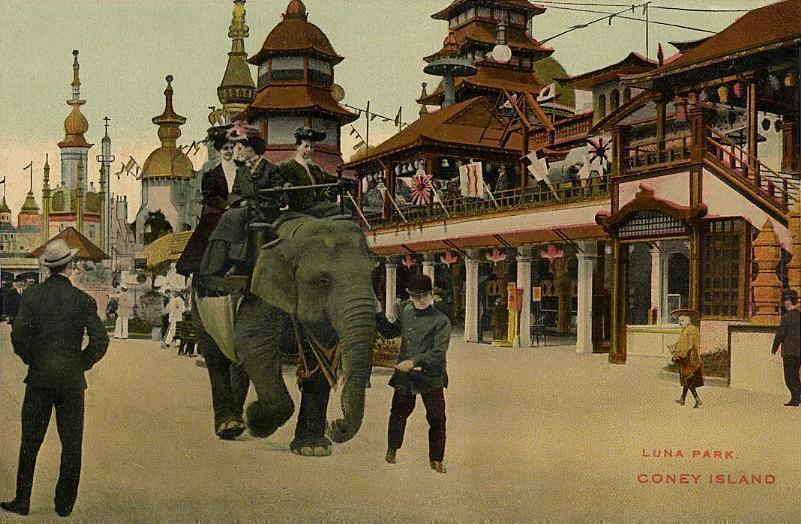
Paseo en elefante en 1906.

Además de "Un viaje a la luna" el Luna Park tuvo muchos otros paseos y atracciones a lo largo de los años, entre ellos:
- "Shoot the Chutes": una atracción central superviviente del Sea Lion Park
- "Carrusel" - PTC # 66, construido por Philadelphia Toboggan Company y un órgano de la banda Wurlitzer # 157, que proporcionó la música del tiovivo.
- "Bridge of Laughs" - un puente de broma de superficie no uniforme
- "Canales de Venecia" - paseo en góndola
- "Dragon's Gorge" - un viaje escénico en ferrocarril (inaugurado en 1905)
- "La guerra de los mundos"
- "El ciclón de Kansas"
- "Veinte mil leguas bajo el mar" (1903–1904)
- "Midnight Express" - ferrocarril en miniatura
- "Razzle Dazzle"
- " Helter Skelter " - una tabla deslizante giratoria por un elaborado tobogán
- "Los animales salvajes de Hagenbeck"
- "Little Egypt" - un espectáculo de bailarinas exóticas
- "The Teaser" - sillas giratorias de madera.
- "The Tickler" (1907): gran bañera redonda que rodaba cuesta abajo a través de un camino bordeado de una cerca sinuosa
- "Viaje al Polo Norte": viaje en submarino simulado al Polo Norte que llevaba a los pasajeros a un pueblo esquimal.
- "Antiguo molino" - túnel del amor
- " Witching Waves " (1907): pequeños autos impulsados por un piso ondulado.
- "Teatro chino"
- "Profesor Wormwood's Monkey Theatre": perros y monos amaestrados
- "Incubadoras infantiles": muestra del nuevo tipo de cuidado infantil
- "Viaje a la Luna", una montaña rusa trasladada a Coney Island Bowery en 1924 con el nuevo nombre de "Drop the Dip".

También hubo un "Gran salón de baile", conciertos, fuegos artificiales y actuaciones de carnaval. Thompson y Dundy estaban cambiando constantemente las atracciones del parque, como la sustitución del "20,000 League Under the Sea" en 1905 por el tren panorámico cubierto llamado "Dragon's Gorge". Aunque el edificio del parque incluyó como famoso truco publicitario el que Thompson y Dundy permitieron la ejecución de Topsy, el elefante por electrocución allí, el propietario del parque, Dundy, se encariñó con los animales y los paseos en elefante se convirtieron en otra característica del parque.

## En la cultura popular
- La película de Roscoe Arbuckle de 1917, Coney Island, presenta el Luna Park.
- La película de King Vidor, nominada al Oscar de 1928, Y el mundo marcha incluye una secuencia filmada en el Luna Park.
- Parte de la película de Harold Lloyd de 1928, Speedy, incluye una toma realizada en el Luna Park.
- La canción "Meet Me Down At Luna, Lena" fue grabada por Billy Murray en 1905 para promover el parque, entre otros.[10] La canción fue grabada para la película documental de 2007 Welcome Back Riders.[11]

## El Luna Park moderno

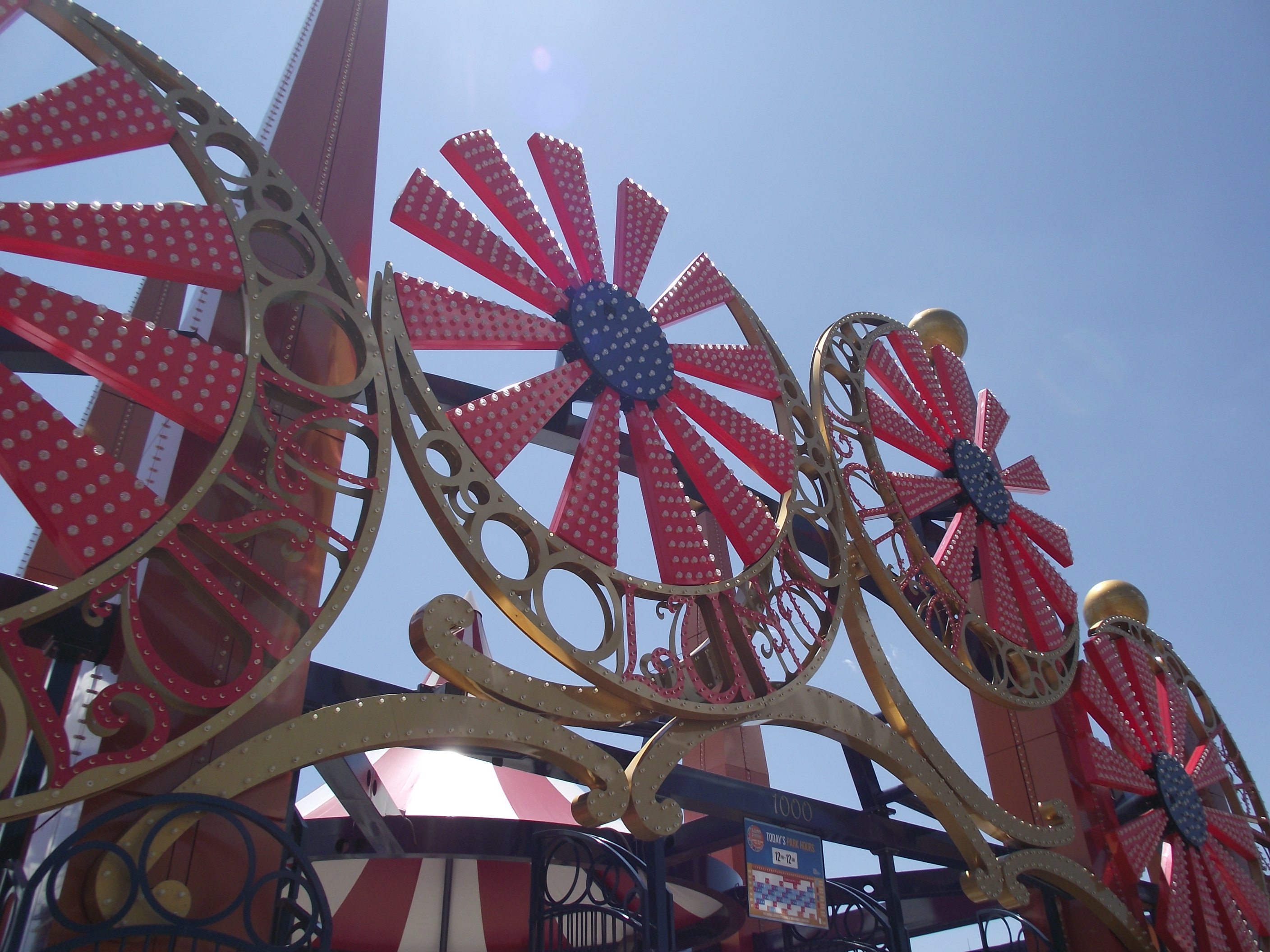
Entrada al moderno "Luna Park"

El 29 de mayo de 2010, un nuevo parque de atracciones llamado "Luna Park" se abrió en el antiguo emplazamiento del extinto parque Astroland, una parcela de tierra en el lado sur de Surf Avenue, justo frente al sitio original de Luna Park. El nuevo parque, que incluye nuevas atracciones semipermanentes, juegos, concesiones de alimentos y bebidas y entretenimiento en vivo, cuenta con una entrada similar a la entrada del Luna Park original de 1903.